# Isofix

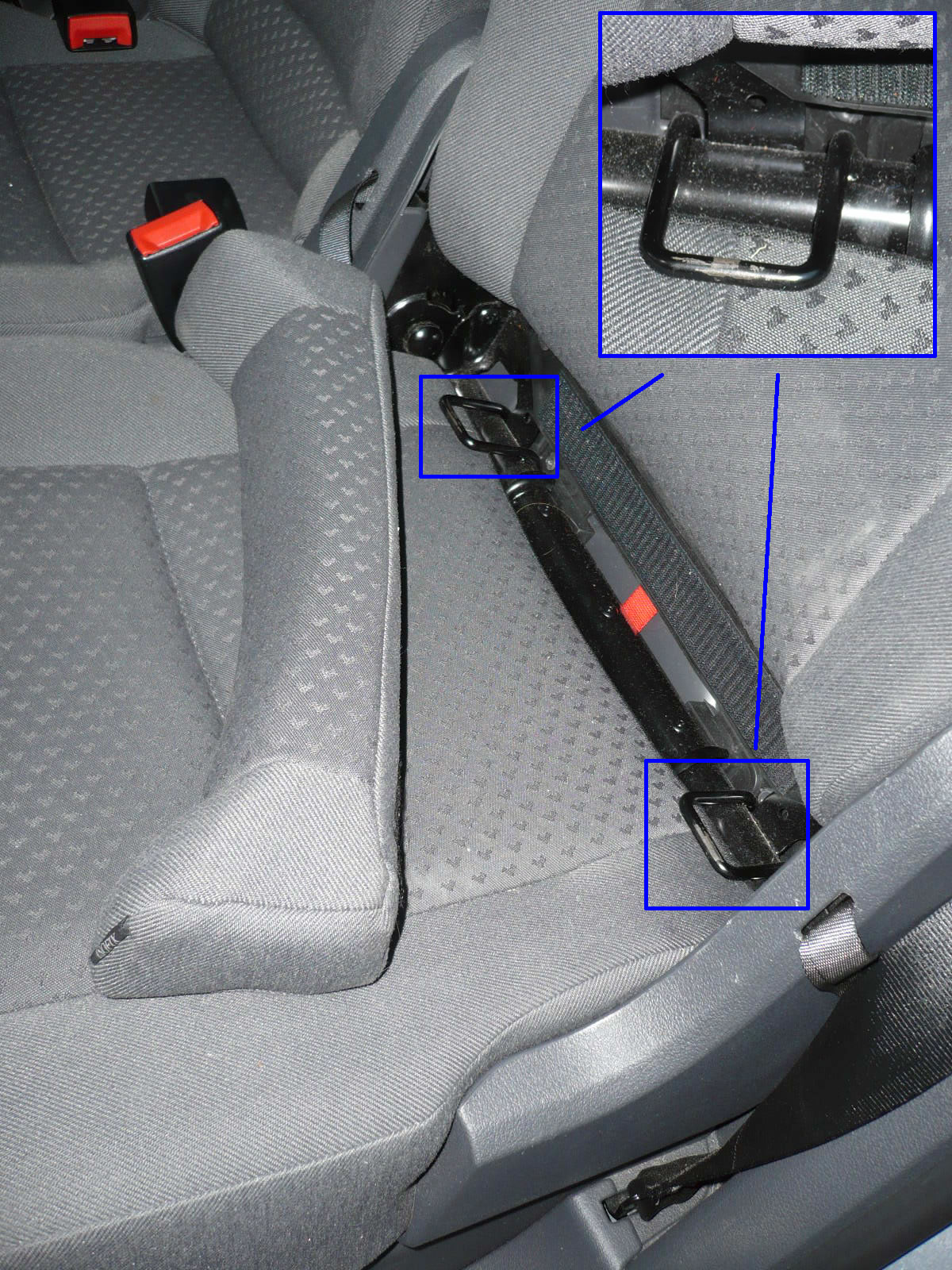
Опорные скобы системы Isofix под съёмной крышкой

Isofix (англ. Isofix) — один из способов крепления детского автокресла.

## История
Система крепления Isofix была введена в 1990 году Международным институтом ISO; номер стандарта: ISO 13216.

## Крепление детских автокресел
Cистема Isofix представляет собой встроенные в детское автокресло металлические направляющие с замочками на конце и специальные металлические скобы, встроенные в сиденье автомобиля. Не все автомобили имеют такую систему.

Расстояние между креплениями системы ISOFIX (а также LATCH) от центра до центра составляет 280 мм (28 см). 

Чтобы узнать, есть ли Isofix в конкретном автомобиле, можно обратиться к автодилеру или же к инструкции на автомобиль.

Система крепления Isofix считается[кем?] наиболее безопасным и удобным способом крепления детского автокресла. Она практически исключает ошибки при установке детского автокресла. Но модели с этой системой стоят ощутимо дороже.

## Совместимость
Практически все детские автокресла с системой Isofix также можно закрепить с помощью штатных автомобильных ремней. Это удобно в том случае, если необходимо перевезти ребёнка в автомобиле, не оборудованном скобами системы Isofix.

## Интересные факты
- В США распространена система крепления LATCH (Lower Anchors and Tethers for Children), похожая на европейский Isofix. Основное отличие в том, что в системе LATCH применены ремни с замочками, а в Isofix — металлические направляющие с замочками.
- В Канаде также имеется свой стандарт: UAS (Universal Anchorage System), или Canfix[1]. Его также называют UCSSS (Universal Child Safety Seat System).